# Tar

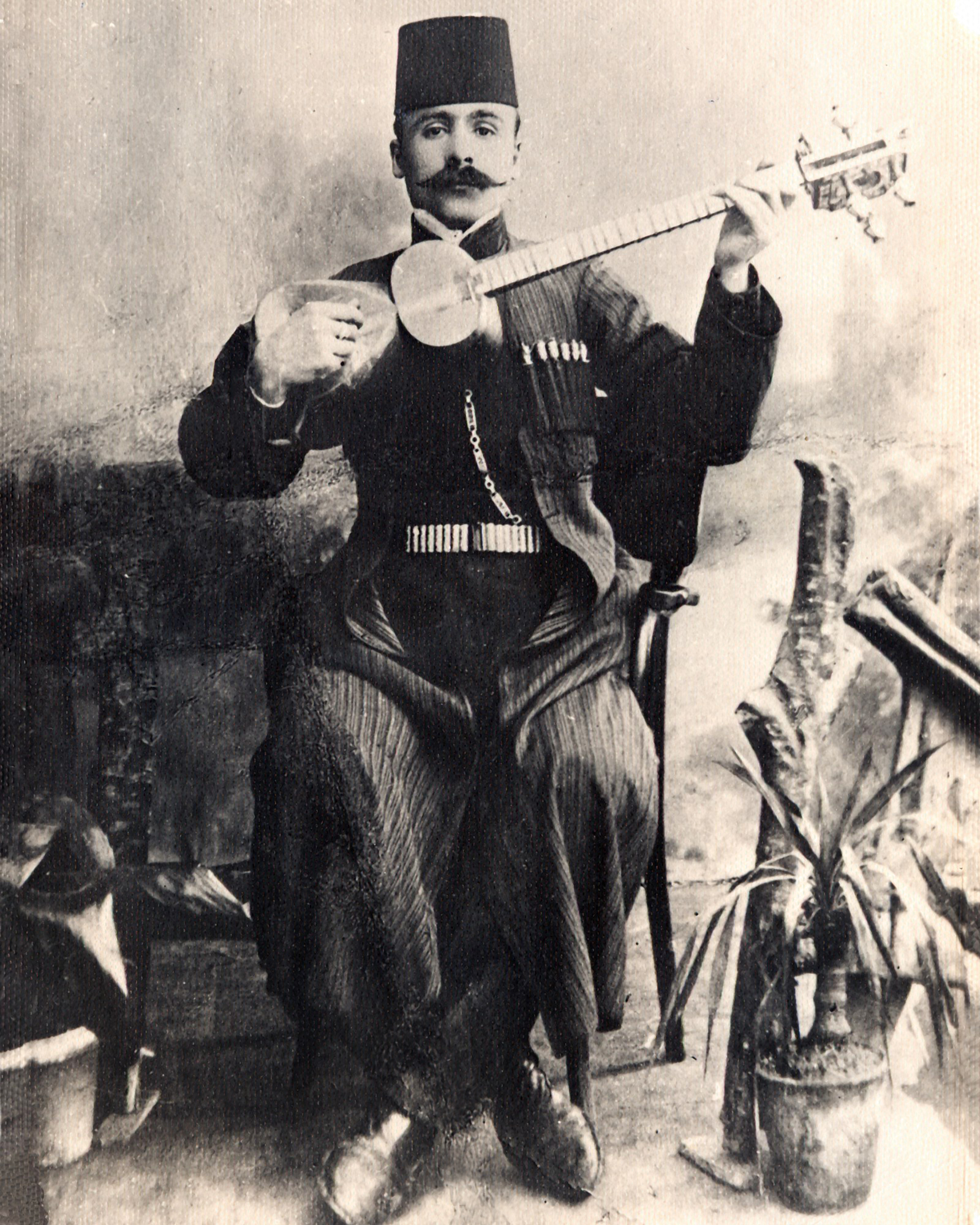
Tar sendo tocado

O tar (тар) é um instrumento musical de cordas tocado no Irã, Azerbaijão, Geórgia, Armênia e outras áreas próximas ao Cáucaso. Existem diversos formatos de tar. A palavra em persa significa cordas, por isso outros instrumentos dessa categoria são nomeador de acordo com o número de cordas, como dotar (duas cordas) e setar (três cordas). Não confundir com o sitar indiano, que provavelmente é derivado do tar mas possui muitas cordas.